# Scharbeutz
Scharbeutz is een gemeente in de Duitse deelstaat Sleeswijk-Holstein. De gemeente maakt deel uit van de Kreis Oost-Holstein.
Scharbeutz telt 11.552 inwoners.
De gemeente bestaat uit tien dorpen, waaronder Pönitz en de aan de Oostzee gelegen badplaats  Haffkrug.
Bij Haffkrug ligt afrit 15 van de Bundesautobahn 1 richting Lübeck.
Ahrensbök ·
Altenkrempe ·
Bad Schwartau ·
Beschendorf ·
Bosau ·
Dahme ·
Damlos ·
Eutin ·
Fehmarn ·
Göhl ·
Gremersdorf ·
Grömitz ·
Großenbrode ·
Grube ·
Harmsdorf ·
Heiligenhafen ·
Heringsdorf ·
Kabelhorst ·
Kasseedorf ·
Kellenhusen ·
Lensahn ·
Malente ·
Manhagen ·
Neukirchen ·
Neustadt in Holstein ·
Oldenburg in Holstein ·
Ratekau ·
Riepsdorf ·
Scharbeutz ·
Schashagen ·
Schönwalde am Bungsberg ·
Sierksdorf ·
Stockelsdorf ·
Süsel ·
Timmendorfer Strand ·
Wangels